# Friedrich Grub

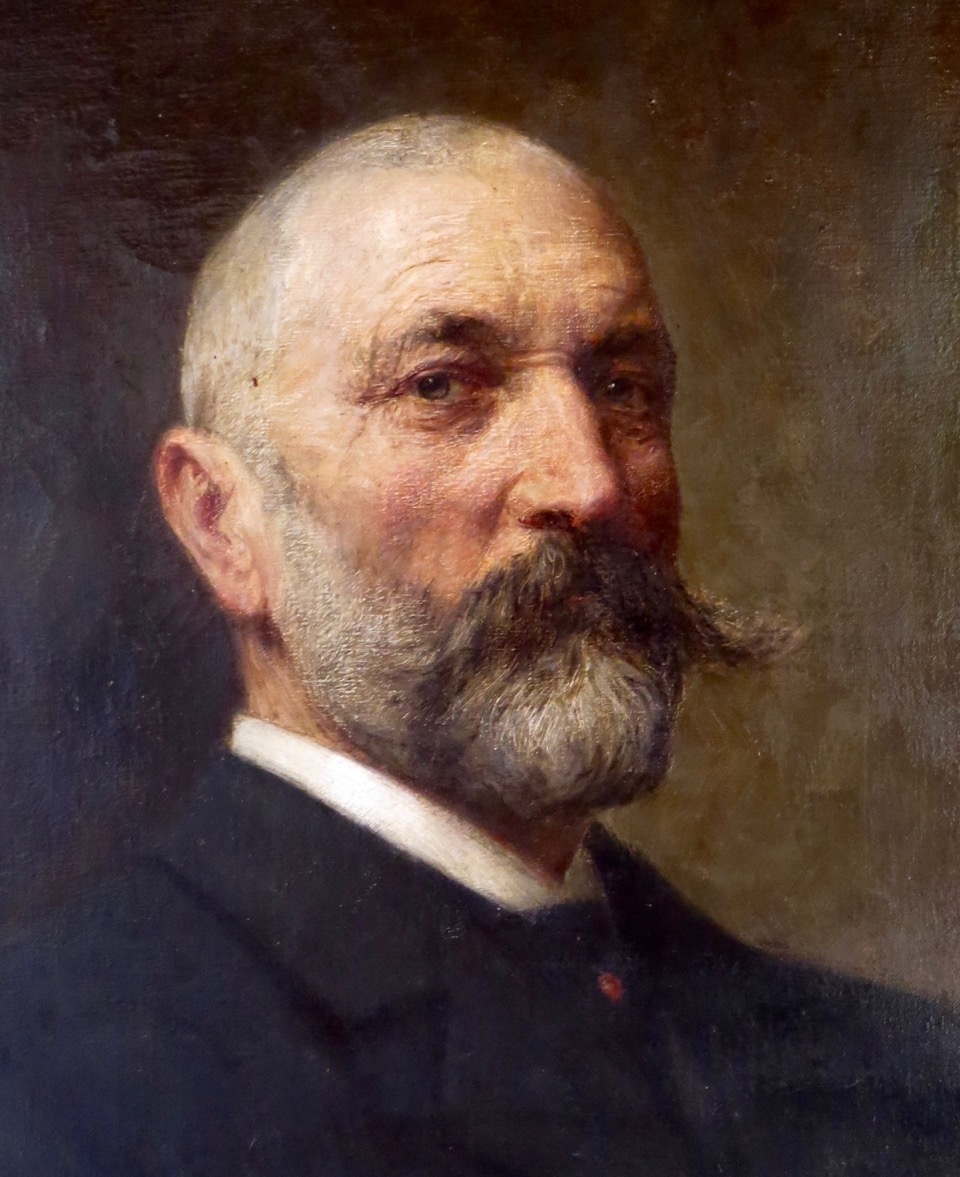
Karl Friedrich Grub um 1900

Karl Friedrich Grub (* 19. Mai 1833 in Illingen; † 29. Dezember 1908 in Berlin) war ein deutscher Landwirt, Unternehmer und Mitglied des Deutschen Reichstags. Er war der Begründer der städtischen Milchkur-Anstalten, welche dem Zwecke dienten, größere Städte mit einer für die Ernährung der Säuglinge und für sanitäre Zwecke geeigneten Milch zu versorgen. Er war damit Wegbereiter für ähnliche Einrichtungen deutschlandweit, welche die Geschäftsidee nachahmten.

## Werdegang
Karl Friedrich Grub, Rufname „Fritz“, wurde am 19. Mai 1833 als achtes von zwölf Kindern in Illingen (Württemberg) geboren. Er verbrachte die Kindheit im elterlichen Posthof und besuchte dort die Dorfschule, anschließend besuchte er die Lateinschule in Markgröningen und die Oberrealschule in Stuttgart.
Von Frühjahr 1851 bis Herbst 1852 besuchte er die landwirtschaftliche Cantonschule in Kreuzlingen in der Schweiz und im Folgenden bis September 1854 eine Landwirtschaftsschule in Nissenburg (Ungarn). Ab 1. Oktober 1856 studierte Karl Friedrich an der landwirtschaftlichen Akademie in Hohenheim, die er ohne Abschluss bereits im März 1857 wieder verließ, um in Haldenwang bei Günzburg auf dem Gut des Freiherrn von Freyberg eine Verwalterstelle anzunehmen.
In Günzburg lernte er seine Frau Berta Miller, eine Nachfahrin der Adelsgeschlechter Speth-Schülzburg und von Eyb, kennen. Sie heirateten am 1. Juni 1859. Das Paar hatte insgesamt 11 gemeinsame Kinder, von denen jedoch drei bereits im Säuglingsalter und eines im Alter von acht Jahren starb.
1862 pachtete Karl Friedrich in Ellingen bei Weißenburg in Mittelfranken ein Gut des Fürsten Wrede, 1869 wechselte er seinen Beruf und trat unter finanzieller Beteiligung in die Geschäftsführung eines großen Passauer Granitwerks ein. Seinen Wohnsitz verlegte er hierfür nach Regensburg.
1874 wurde er in der Freimaurerloge Zu den 3 Cedern in Stuttgart aufgenommen.
1875 eröffnete er die Milchkuranstalt in Stuttgart. 1887 wurde er Mitglied des Reichstags und baute die Milchkuranstalt in Berlin.
Nach dem unerwarteten Tod seiner Frau im Jahr 1889 verzichtete Friedrich Grub auf eine weitere Kandidatur für den Reichstag. Er verkaufte die Milchkuranstalt in Stuttgart und verlagerte seinen Lebensmittelpunkt nach Berlin, um sich vollständig der dortigen Milchkuranstalt zu widmen. Karl Friedrich Grub starb am 26. Dezember 1908 im Alter von 75 Jahren in Berlin. Er ist auf dem Pragfriedhof in Stuttgart neben seiner Frau bestattet.

## Milchkuranstalt in Stuttgart
Die damals hohe Kindersterblichkeit wurde unter anderem auf die schlechte Milchqualität zurückgeführt. Die Milch wurde damals vom Land herangeschafft, wo die Kühe nicht nur Milch gaben, sondern auch auf dem Feld eingesetzt wurden. Verfüttert wurde, was auf den Höfen eben anfiel. Die Kühe lebten in engen Ställen, meist mit wenig Tageslicht. Entsprechend dieser Umstände schwankte die Milchqualität stark. Gerade im Sommer wurde die Milch beim Transport in die Stadt oft sauer. Da der Transport in die Stadt von Zwischenhändlern erledigt wurde, wurde die Milch zur Steigerung des Profits des Öfteren gepanscht.
Da drei von Karl Friedrichs Kindern bereits im Säuglingsalter gestorben waren, arbeitete er mit Ärzten, Tierärzten und Sanitätsbeamten zusammen, um eine Milchkuranstalt zu errichten, in der er insbesondere für Kleinkinder und Kranke qualitativ hochwertige Milch erzeugen wollte. Zur Vermeidung der langen Transportwege sollte die Anstalt mitsamt Kuhstall in der Stadt errichtet werden. Die Tiere sollten dort genügend Platz haben und ausschließlich mit Trockenfutter, hauptsächlich Heu, gefüttert werden. Die Milch war ohne Zwischenhandel ausschließlich von der Milchkuranstalt zu beziehen.
1874 setzte Grub den Plan in die Tat um und erwarb ein mehrstöckiges Gebäude in der Rotebühlstr. 59 in Stuttgart. 1875 beginnt er mit dem Umbau des Gebäudes. 1876 wird die Milchkuranstalt eröffnet. Nach anfänglichen Schwierigkeiten florierte das Unternehmen, um die Nachfrage zu decken, wurde 1881 der Viehbestand verdoppelt.

## Politische Karriere

### Stuttgart
Karl Friedrich Grub war Mitglied der Deutschen Partei und ab 1882 für mehrere Jahre Vorstand der Ortsgruppe Stuttgart. Von 1877 bis 1879 wurde er von den Bürgern in den Bürgerausschuss der Stadt gewählt, von 1881 bis 1887 in den Gemeinderat von Stuttgart.

### Reichstag in Berlin
Von 1887 bis 1890 war er Mitglied des Deutschen Reichstags für den Wahlkreis Württemberg 10 (Gmünd, Göppingen, Welzheim, Schorndorf) und schloss sich dort der Fraktion Nationalliberale Partei an.
Im Reichstag befasst er sich weiterhin mit landwirtschaftlichen Themen, von ihm sind insgesamt vier Redebeiträge protokolliert. Dabei ging es um Kunstbutter bzw. Ersatzmittel von Butter, Zolltarife für Getreide, ein Schweineeinfuhrverbot und die Berechtigung der Realgymnasien für das Studium der Medizin. Von Grub ist der Satz überliefert „Landwirtschaft und Industrie sind wie siamesische Zwillinge; leidet der eine, so leidet der andere mit.“

## Milchkuranstalt am Viktoriapark in Berlin

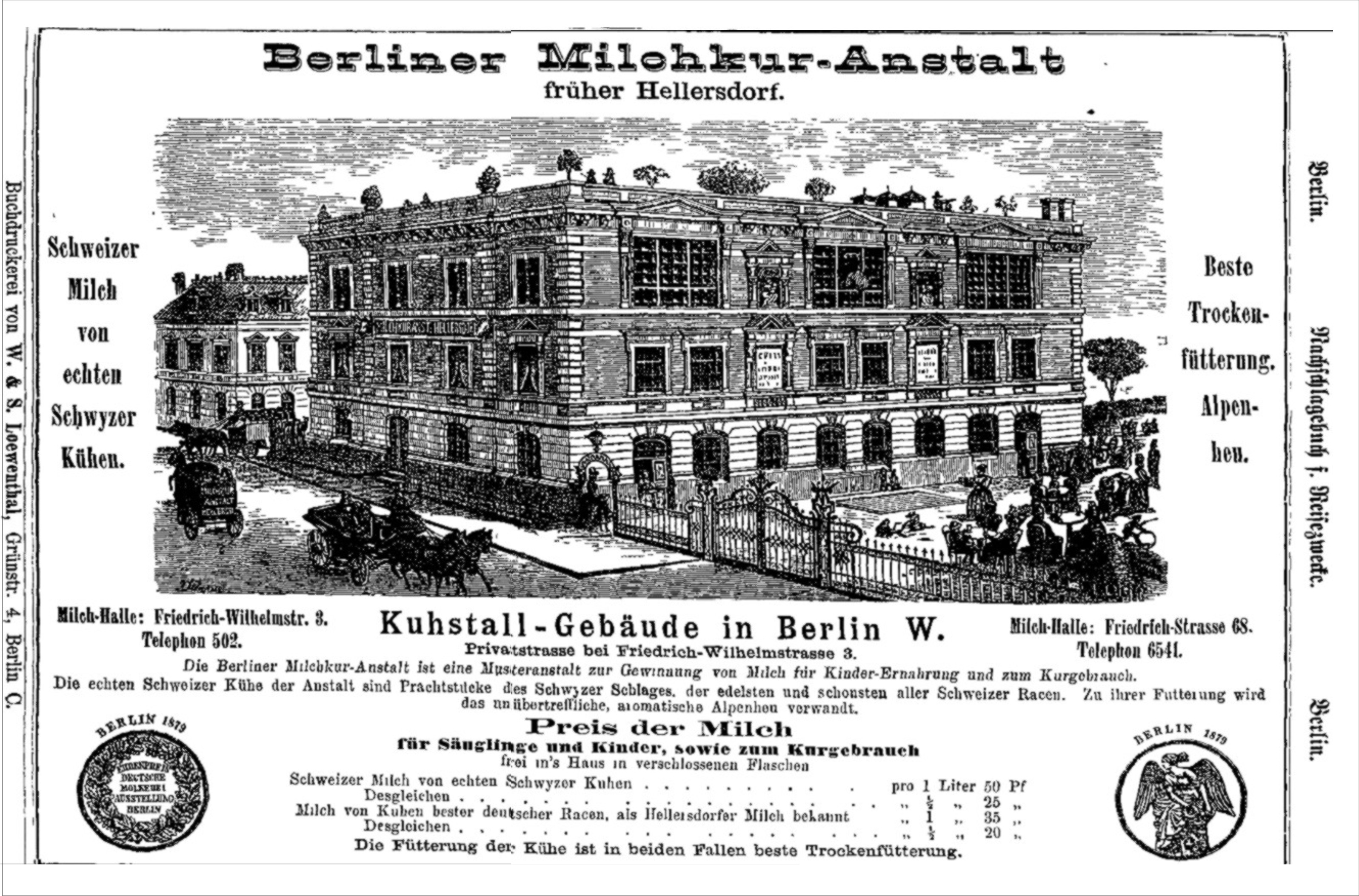
Milchkur-Anstalt in Berlin, Außenstelle an der Friedrich-Wilhelm-Straße; Annonce im Berliner Adressbuch 1890

Neben seiner Tätigkeit als Reichstagsabgeordneter in Berlin, startete er mit Unterstützung der Stadtverwaltung und des Reichstagsabgeordneten Rudolf Virchow bereits 1887 den Bau einer Milchkuranstalt in der Kreuzbergstr. 27/28. Die neue Milchkuranstalt war dreimal so groß wie die in Stuttgart und umfasste ein Stallgebäude für 250 Kühe und etwa 20 Pferde. In der Anfangszeit konnte das Unternehmen schwer Fuß fassen, wurde später jedoch ebenfalls ein Erfolg. Friedrich Grub gründete verschiedene Außenstellen und führte das Unternehmen bis zu seinem Tod fast 20 Jahre lang.
Das Gebäude in der Kreuzbergstraße ist heute noch erhalten.